# Caracatița 4
Caracatița 4 (în italiană La piovra 4) este a patra miniserie a serialului italian de televiziune Caracatița.

## Descriere
Miniseria în șase episoade, în regia lui Luigi Perelli, a fost difuzată pentru prima dată în Italia de la 5 martie 1989 pe Rai Uno, duminică și luni la ora 20,30. Rolurile principale au fost interpretate de Michele Placido, Simona Cavallari, Patricia Millardet, Remo Girone, Mario Adorf, Jean-Luc Bideau, Adriano Pappalardo, Bruno Cremer, Claude Rich, Francois Marthouret, Vanessa Gravina și Luigi Diberti.
Media de audiență a primei difuzări în Italia a aceste miniserii a fost de peste 14 de milioane de telespectatori pe episod (51.37% share). Ultimul episod, în special, a fost urmărit de 17 milioane de telespectatori.

## Subiect
Comisarul Corrado Cattani (Michele Placido), după ce a dejucat planurile criminale orchestrate de "caracatiță" și de Nicola Antinari, a revenit în poliție ca șef al echipei mobile din Milano și investighează uciderea lui Carmelo Tindari, un prieten de-al lui Tano Cariddi (Remo Girone), care a devenit director al Băncii Antinari după moartea Giuliei, dispărută în circumstanțe neclare în largul coastei de la Nassau.
Tindari îi solicitase lui Tano o finanțare pentru construirea unei cazinou, care urma să fie folosit apoi pentru a "spăla" veniturile ilicite ale Mafiei. Într-o zi, pe când Tindari era invitat la o expoziție de la Banca Antinari, a fost împușcat cu sânge rece de Salvatore Frolo (Mario Adorf), poreclit "acidduzzu" ("păsărică" în siciliană), care cu câțiva ani mai demult își pierduse soția și fiica sa din cauza aceluiași Tindari.
Tano Cariddi, în calitate de bancher, a devenit și un om de afaceri important în complicitate cu Mafia (care îi încredințează bani pentru ca acesta să-i investească). El încearcă acum să obțină controlul asupra unei importante companii internaționale de asigurări. În speranța obținerii sprijinului președintelui companiei de asigurări, Filippo Rasi, el solicită (și obține prin șantaj) să se căsătorească cu Esther Rasi (Simona Cavallari), fiica onestului președinte al companiei.
Cattani încearcă să o convingă pe Esther să nu se căsătorească cu Tano, dar nunta are totuși loc și, după sinuciderea tatălui ei ca urmare a mustrărilor de conștiință și a șantajului lui Tano (care avea dovezi că Filippo Rasi avea cunoștință de o crimă veche pe care o ascunsese autorităților), fata decide să rămână lângă cel pe care îl considera ucigașul tatălui ei cu scopul de a-i descoperi secretele și de a se răzbuna.
După o lungă serie de evenimente, ucideri de oameni nevinovați, numeroase conflicte armate și o nemiloasă luptă pentru putere, Tano Cariddi se aliază cu rapacele om de afaceri Antonio Espinosa (Bruno Cremer) pentru a obține procentul de control al companiei de asigurări în timp ce Espinosa, în schimbul ajutorului său prețios oferit lui Cariddi, obținute de la cupola siciliană permisiunea de a transfera material radioactiv provenit din Germania într-o insulă abandonată din Sicilia.
Esther, spionându-și în secret soțul și prefăcându-se îndrăgostită de el, le va furniza lui Cattani și judecătoarei Silvia Conti (Patricia Millardet) dovezile necesare pentru a dejuca planurile criminale ale lui Tano și Espinosa. Atunci când Tano descoperă trădarea soției sale, el o ucide, înainte de sosirea lui Cattani pentru a-l aresta, iar mai târziu, ca urmare a mărturiei fostului șef al mafiei siciliene, Antonio De Pisis, cunoscut și ca "Il Puparo" (în română Păpușarul) și devenit acum un colaborator al justiției, Cattani descoperă că organizatorul tuturor acestor planuri este perfidul Espinosa.
Dar, cu toate dovezile, cercul pare a se închide. Cattani se deplasează la vila lui Antonio Espinosa din Elveția pentru a-l aresta, numele lui fiind divulgat de "Puparo" în mărturia sa. La acel moment, Espinosa urmează să părăsească țara cu un elicopter, pregătit pentru decolare în grădina vilei. Între Cattani și Espinosa are loc un sinistru dialog din care se înțelege faptul că uciderea comisarului este iminentă. 

Atunci când Espinosa îi spune lui Cattani: 
„Timpul dvs. a expirat, în toate sensurile termenului...”
, comisarul îl întreabă cu simplitate: 
„Mă veți ucide?”
, iar Espinosa răspunde: 
„Nu eu, nu acum, nu aici... dar prin forța lucrurilor. Ar trebui să o știți foarte bine, comisare: cunoașteți acum prea multe. Nu vi se va permite să mai faceți un pas.”
 

Espinosa se duce apoi în grădină și este pe punctul de a urca în elicopter, când Cattani, care era în urma sa, îi strigă, făcându-l pe Espinosa să se întoarcă: 
„Espinosa, amintiți-vă că oriunde veți merge, eu vă voi urmări. Atâta timp cât pot, voi fi în urma dumneavoastră.”
Espinosa încheie conversația spunând doar: "Adio, comisare... și vă salut cu onoare!", însoțindu-și aceste cuvinte cu un gest ironic de salut.
La finalul episodului VI (difuzat pe 20 martie 1989), în dimineața următoare după acel dialog, Cattani se găsește înconjurat de mulți criminali pe când ieșea din clinica în care se afla Frolo ("acidduzzu"). Fără să fugă, el le spune ucigașilor: "Sunt aici" și rămâne pe loc, fiind ciuruit de focuri de mitralieră și căzând mort, lipit de peretele clinicii.

Judecătoarea Silvia Conti, care-l însoțise pe comisarul Cattani pe parcursul îndelungatei și laboroasei sale anchete - în cursul căreia cei doi s-au îndrăgostit unul de altul - a ajuns la locul asasinatului și le-a declarat jurnaliștilor, printre altele: 
„Ați spus că era ambițios, că voia să ajungă departe; iată unde a ajuns!”
, după care, aplecându-se peste cadavrul lui  Cattani, a strigat cu o voce fermă următorul jurământ: 
„Ți-o jur, Corrado, ți-o jur, nici un pas înapoi, până când nu-i voi găsi pe toți”
, apoi a izbucnit să plângă lângă trupul iubitului său.

## Similitudini cu viața reală
Șeful mafiot Antonio De Pisis, cunoscut mai bine ca "Il Puparo" (în română Păpușarul), din miniseria Piovra 4, prezintă asemănări cu liderii mafioți Salvatore Riina și Tommaso Buscetta.
De fapt, în anii 1988 și 1989 în care s-a filmat această miniserie, Riina era, ca păpușar, șeful mafiei siciliene, a fost pe fugă și a făcut parte din așa-numita "Mafie învingătoare". 
Acest lucru reise în mod clar din conversația lui Il Puparo cu judecătorii la sfârșitul celui de-al șaselea episod, când spune că oamenii lui au ucis mai multe familii adversare mafiei în "războiul mafiei", inclusiv un membru al cupolei care, conform declarațiilor lui "Il Puparo", a fost ucis de oamenii lui "în timp ce el a fost oprit la un semafor". Aceasta se consideră a fi o referire la Stefano Bontade, un membru al Cosa Nostra cu câțiva ani înainte, care a fost ucis de oamenii lui Riina în circumstanțe similare cu cele descrise de Il Puparo, în timp ce a fost oprit la un semafor din Palermo.
Dar Il Puparo îl reprezintă și pe Buscetta, care, văzându-se trădat și lăsat singur de foștii săi aliați din Cosa Nostra, a decis, ca și Il Puparo, să dezvăluie judecătorului Giovanni Falcone structura, membrii, delictele și organizarea Cosei Nostra și de acolo a început ancheta care a dus la arestarea multor lideri mafioți printre care și capii Cupolei siciliene.
În Caracatița 5, judecătorii și polițiștii care au făcut parte din echipa de luptă antimafia, sunt reprezentați aici de Silvia Conti și de agenții care au făcut parte din echipa de comisarul Cattani.

## Distribuție
- Michele Placido: comisarul Corrado Cattani
- Patricia Millardet: judecătoarea Silvia Conti
- Remo Girone: Tano Cariddi
- Simona Cavallari: Ester Rasi
- Claude Rich: Filippo Rasi
- Mario Adorf: Salvatore Frolo
- Jean-Luc Bideau: Davide Faeti
- Adriano Pappalardo: ucigașul Santuzzo Salieri
- Bruno Cremer: Antonio Espinosa
- Francois Marthouret: Ernesto Conti
- Vanessa Gravina: Lorella
- Alice Di Giuseppe: Greta Antinari
- Nicola Di Pinto: Frate Bernardo
- Marcello Tusco: il Puparo
- Luigi Di Fiore: Quadri
- Alberto Gimignani: Trevi
- Tommaso Bianco: Giugni
- Luigi Diberti: Ettore Salimbeni
- Franco Trevisi: Kemal Yfter

### Dublaje în italiană
- Maria Pia Di Meo: Patricia Millardet
- Cristina Boraschi: Simona Cavallari
- Vittorio Di Prima: Mario Adorf
- Ferruccio Amendola: Bruno Cremer